# Gerocyptera tristis
Gerocyptera tristis är en tvåvingeart som först beskrevs av Jacques-Marie-Frangile Bigot 1878.  Gerocyptera tristis ingår i släktet Gerocyptera och familjen parasitflugor. Inga underarter finns listade i Catalogue of Life.